# 香满楼牛奶
香满楼牛奶是广美香满楼畜牧有限公司（Canton American Flower Lounge Livestock Company Limited）在中国广州市经营的一个牛奶品牌，创立於1982年，是广州三大本土牛奶品牌之一。公司地址位于天河区东圃镇大观中路小新塘街。广美香满楼由香港立基国际控股有限公司全资拥有，现时香港十字牌牛奶与香满楼牛奶均属立基控股公司旗下业务。
2003年，香满楼獲廣州市民選為「最佳及最值得信賴的牛奶」。另外，香满楼商标一直都以繁体中文写成，2006年以前的包装亦全部使用繁体中文。

## 历史
1980年代初是中国大陆改革开放初期，美籍华人张紫珊因思念家乡，于是其美籍犹太人丈夫Ira Dan Kaye（纪爱华）先生（香港美国商会主席，立基集團創辦人）带着妻子到广州参观，有一晚两人在街上散步，突然听见小孩子的哭声，後看见一位妈妈怀里抱着个皮包骨的小孩，他们询问为何不给小朋友喝牛奶，妈妈回答指牛奶是奢侈品，普通百姓難以負擔，只能喂她喝白砂糖。两人没想到中国人的生活水平仍然如此低下，国内牛奶供应困难，肉品还要凭票购买，民众无法讲究食品营养均衡，饮食结构存在缺陷，小孩普遍缺乏钙。此时，纪爱华的一位致公党朋友力荐他在广州投资，纪爱华马上想到在华投资兴办一间牛奶厂。于是他亲自考察了当地的交通、水文地理、防疫等各方面的条件与设施，决定在小新塘果园场兴建畜牧基地。 
1982年11月，香港中国农工业发展有限公司与广州市国营新塘果园场合作兴办中外合作经营的广美香满楼畜牧有限公司，香满楼正式成立。
1983年元月，兴建牛场。1985年，兴建乳品加工厂。1985至1987年，810头奶牛从美国、加拿大以波音747空运到广州，经检疫後正式落户香满楼牛场。这是香满楼飞牛标志的由来。
1987年11月21日，拥有当时在世界上属先进水平的奶牛场及加工厂的广美香满楼畜牧有限公司正式开幕。国务院副总理田纪云在广东省省长叶选平、广州市市长朱森林及纪艾华、张紫珊的陪同下参观了牛场。叶选平、谢非、朱森林参加了剪彩，美国驻广州总领事班立德、美国驻香港副总领事高保乐也出席了庆典活动。
1988年，廣美獲選為「廣東省先進食品製造商」。
1989年12月27日，广美香满楼畜牧有限公司正式获得营业执照。
1998年，香满楼牛奶产品在广州鲜奶市场占有率达50%。
2008年，公司再次增资467万美元，约合人民币3270万元人民币，建设新厂房，增加生产线，扩大公司生产经营规模。

## 产品
纯牛奶、麦香味早餐奶、香满楼蓝莓味酸牛奶、活性酸牛奶、香满楼鲜牛奶236ml、朱古力牛奶、绿茶牛奶、木瓜牛奶。
近年已推出第二品牌「鮮健」以配合不同顧客需求。公司指為確保品質，香滿樓產品只在廣州市及廣東省珠江三角洲地區販售。